# Róisín Shortall
Róisín Shortall (Dublín, 25 de abril de 1954) es una expolítica socialdemócrata irlandesa que fue Teachta Dála (TD) por el distrito electoral Dublin North-West de 1992 a 2024. Anteriormente fue colíder fundadora del partido Socialdemócratas entre 2015 y 2023. También sirvió como secretaria de Estado entre 2011 y 2012.
Miembro del Partido Laborista hasta 2012, fue candidata independiente entre 2012 y 2015, hasta que cofundó los Socialdemócratas en julio de 2015.
En agosto de 2022, se convirtió en la TD mujer con mayor antigüedad en la historia del país, superando a Mary Harney.

## Carrera política
En 1988, se unió al Partido Laborista y fue elegida por primera vez en las elecciones de la Corporación de Dublín de 1991 para el área electoral local de Drumcondra.
Shortall fue elegida por primera vez para el Dáil Éireann en las elecciones generales de 1992, cuando el Partido Laborista obtuvo un récord de 33 escaños. Conservó su escaño en cada una de las cuatro elecciones generales siguientes.
En 1999, se opuso a la fusión de la Izquierda Democrática con el Partido Laborista. Tras un pobre resultado del Partido Laborista en las elecciones generales de 2002, criticó abiertamente el liderazgo de Ruairi Quinn. Tras la renuncia de Quinn meses después, disputó el puesto de liderazgo, pero perdió ante el antiguo miembro de Izquierda Democrática Eamon Gilmore.
El 10 de marzo de 2011 fue nombrada Ministra de Estado, equivalente al cargo de secretaria de Estado, del Departamento de Salud, con especial responsabilidad en materia de atención primaria. El 3 de septiembre de 2012, Fianna Fáil y Sinn Féin presentaron una moción de censura contra el ministro de Salud, James Reilly, después de más recortes en el servicio de salud. Shortall se dirigió al Dáil durante esta moción y no indicó su apoyo ni mencionó su nombre ni una sola vez, aunque votó en contra de la moción. Dimitió como Ministra de Estado el 26 de septiembre de 2012, y también renunció al grupo parlamentario del Partido Laborista.

### Socialdemócratas
El 15 de julio de 2015, Shortall lanzó el partido de los Socialdemócratas junto con sus compañeros diputados independientes Stephen Donnelly y Catherine Murphy, siendo cada uno de ellos colíder del partido. Con el nuevo partido fue elegida en las elecciones generales de 2016 y en las elecciones generales de 2020.
En febrero de 2022, Shortall, como portavoz de Salud, presentó un proyecto de ley en el Dáil para detener la práctica del servicio de salud irlandés de enviar cobradores de deudas a pacientes con cáncer. El proyecto de ley también buscaba poner fin a un cargo de 80 euros por sesión de quimioterapia y radioterapia, además de tratar de acabar con las tarifas de estacionamiento desproporcionadas en hospitales. El gobierno no se opuso al proyecto de ley. Shortall opinó que era "francamente repugnante" que los pacientes con cáncer estuvieran siendo perseguidos por cobradores de deudas durante uno de los momentos más difíciles de sus vidas. Todos los demás partidos de la oposición elogiaron el contenido del proyecto de ley y expresaron de manera similar su consternación ante la idea de que se utilicen cobradores de deudas para tratar a pacientes con cáncer.
El 22 de febrero de 2023, Shortall y Murphy anunciaron que renunciarían como colíderes de los Socialdemócratas. Fueron sucedidos por Holly Cairns el 1 de marzo. El 2 de julio de 2024, ella y Murphy anunciaron que no se presentarían a las próximas elecciones generales.